# Glass no Hitomi
"Glass no Hitomi" (硝子の瞳) é um single da banda de rock japonesa SID, lançado em 18 de janeiro de 2017 pela Ki/oon Music e incluído no álbum Nomad. É tema de abertura do anime Kuroshitsuji: Book of the Atlantic.

## Visão geral e lançamento
Em 2016, o Sid fez uma pausa para os membros focarem em suas carreiras solo. Em outubro, foi anunciado o single "Glass no Hitomi", o primeiro em mais de um ano, previsto para 18 de janeiro de 2017. Ele seria abertura de Kuroshitsuji: Book of the Atlantic, sendo a terceira música tema da série feita pela banda, depois de "Monochrome no Kiss" e "Enamel". A banda recebeu a oferta de criar a abertura "entre março e abril", de acordo com Yūya. A produção do single começou em maio.
No dia 29 dezembro de 2016 foi lançado um teaser do videoclipe no YouTube, que foi gravado em um estúdio próximo à Tóquio. O single foi lançado em quatro edições: a regular, duas edições limitadas e uma edição limitada do anime. A edição regular possui apenas as faixas "Glass no Hitomi", sua versão instrumental e o lado B "Chiisana Tsubasa" (チイサナツバサ)". A edição limitada A acresenta um DVD com o videoclipe da canção e seu making-of e a edição limitada B adiciona um encarte de 24 páginas. O nome da banda foi escrito em katakana (シド (Shido)) na capa pela primeira vez desde o single "Ranbu no Melody" de 2010.
Já a edição limitada do anime possui uma capa diferente, que mostra os protagonistas de Kuroshitsuji (Ciel Phantomhive e Sebastian Michaelis) em vez dos membros da banda, e acompanha um item bônus. A ilustração foi desenhada pela designer dos personagens da série Minako Shiba.

## Estilo musical e temas
"Glass no Hitomi" foi composta pelo baterista Yūya e como de costume, teve as letras escritas pelo vocalista Mao.
Em entrevista para o site OK Music, Mao contou que o baterista trouxe as palavras chave para que ele pudesse escrever sobre, algo que não costuma acontecer entre o grupo. Além de escrever nessa temática, ele manteve em mente que seria uma música tema. Já a letra de "Chiisana Tsubasa", é sobre os sentimentos de Mao em relação em sua pausa na banda no ano anterior.
Yūya contou que ao ler a história do anime, sentiu uma "sensação triste" e então compôs a música com a imagem de "estar lutando enquanto chora". Apesar disso, ele contou que tentou incorporar não só a atmosfera do anime, mas também a da banda. Aki acresentou que a canção "não possui um refrão excitante", mas sim um "início, desenvolvimento e conclusão".
Em relação aos equipamentos e instrumentos, o guitarrista Shinji afirmou:
Recentemente, tenho vontade de tocar o básico da guitarra do começo ao fim sem gravá-la separadamente, então tenho tocado diversas vezes e usado os melhores takes. É uma música que tem algumas partes suaves e outras agudas, então eu queria tocá-la com dinâmicas diferentes em uma performance, dessa forma optei por um método analógico.
Yūya acresentou:
Estive muito sensível à sonoridade, e desta vez busquei um som de bateria que não fosse muito expansivo usando um compressor (dispositivo que tem o efeito de reduzir a diferença na força do som). No geral, eu queria experimentar um som com boa separação entre cada parte, então comprei a maioria das partes de bateria.
Por fim, o baixista Aki contou:
"Além disso, adquiri equipamentos novos. Eu não queria destruir a efemeridade da música, então criei um som de baixo conciso com o som geral. Nós nos concentramos em criar um equilíbrio que permita que você sinta os graves mesmo em alto-falantes pequenos, em vez de ter certa pressão sonora que faria você sentir que não está extremamente alto."
O videoclipe, que apresenta os membros tocando, foi descrito como "frio", "inorgânico", "dinâmico" e "estático". Mao lembrou que já fazia um tempo que o grupo não gravava um clipe com a "sensação de banda".

## Desempenho comercial
"Glass no Hitomi" alcançou o quinto lugar na Oricon Albums Chart semanal e ficou na parada por sete semanas. Na parada de singles japoneses da Tower Records, ficou em segundo lugar. Já na Billboard Japan Hot 100, estreou em 18° lugar.

## Faixas
Todas as letras escritas por Mao. 
| N.º            | Título                              | Música         | Duração |  |
| 1.             | "Glass no Hitomi" (硝子の瞳)        | Yūya           | 4:01    |  |
| 2.             | "Chiisana Tsubasa" (チイサナツバサ) |                | 3:45    |  |
| 3.             | "Glass no Hitomi" (Instrumental)    | Yūya           | 4:01    |  |
| Duração total: | Duração total:                      | Duração total: | 12:38   |  |

| Edição limitada A |                                                 |         |  |
| N.º               | Título                                          | Duração |  |
| 1.                | "Glass no Hitomi" (videoclipe)                  |         |  |
| 2.                | "Glass no Hitomi" (making-of e sessão de fotos) |         |  |

## Ficha técnica
- Mao – vocal
- Shinji – guitarra
- Aki – baixo
- Yūya – bateria